# Petr Zuska
Petr Zuska (* 3. srpna 1968 Frýdek-Místek) je český choreograf, režisér, tanečník, pedagog, dlouholetý umělecký šéf Baletu Národního divadla v Praze.

## Život
Narodil se v rodině právníka a bývalého pražského primátora Zdeňka Zusky (1931–1982) a lékařky, hlavní hygieničky ČR Dany Zuskové (1932–1999). Vystudoval choreografii a režii neverbálního divadla na HAMU u profesora Ctibora Turby (absolvoval v roce 1994). S tancem začal již v Tanečním divadle souboru VUS Univerzity Karlovy.
Manželka Pavla Zusková (1979) je pedagožkou a choreografkou Baletní přípravky Národního divadla a konzervatoře Taneční centrum Praha. Mají spolu syna Daniela (2008) a dceru Annu (2014).

## Umělecká kariéra
Svou profesionální dráhu zahájil v Pantomimě Ladislava Fialky v Divadle Na zábradlí (1987–1989). Významnou fází v jeho kariéře se stalo angažmá v Pražském komorním baletu (v letech 1989–1992 sólista, od roku 1994 hostující umělec).
V letech 1992 až 1998 působil jako sólista Baletu Národního divadla v Praze.
V roce 1998 byl angažován v Mnichovském baletu a v roce 1999 v baletním souboru divadla v Augsburgu. V roce 2000 se stal sólistou Les Grands Ballets Canadiens v kanadském Montréalu. Během své taneční kariéry vystoupil nejen v baletech klasického repertoáru, ale především v dílech renomovaných současných tvůrců (z Čechů Jiří Kylián, Pavel Šmok či Libor Vaculík, ze zahraničních pak Alvin Ailey, Gerhard Bohner, Robert North, Mats Ek, Hans van Manen, Christopher Bruce, Ohad Naharin, Nacho Duato, Itzik Gallili…) Jako tanečník vystupoval v mnoha zemích po celém světě a v 90. letech byl rovněž stálým hostem baletu Národního divadla v Brně a Národního divadla v Bratislavě.
Od roku 2002–2017 byl uměleckým šéfem Baletu Národního divadla v Praze. V tomto období také vytvořil pro Národní divadlo šest celovečerních baletů a řadu kratších jednoaktových děl. Během Zuskovy šéfovské éry tento soubor hostoval ve 36 významných světových destinacích. Například v Moskvě, Petrohradě, Washingtonu D. C., Houstonu, Athénách, Bonnu, Budapešti, Tallinnu, Pekingu, Šanghaji, Paříži, Tel Avivu aj. Za tuto dobu uvedl Balet ND 42 premiér.
Jako tvůrce má na svém kontě (od roku 1990) více než šedesát inscenací pro zahraniční i domácí soubory: Hamburg Ballett, Ballett Augsburg, Semperoper v Drážďanech, Lotyšskou národní operu v Rize, Mariinské divadlo, Královský dánský balet, Ballett Deutsche Oper am Rhein, West Australian Ballet v Perthu, Finský národní balet, Les Ballets de Monte-Carlo, Boston Ballet, estonský Teater Vanemuine, Balet Národního divadla v Brně, Jihočeské divadlo v Českých Budějovicích, Laternu magiku, Pražský komorní balet a Bohemia Balet – soubor Taneční konzervatoře hl. m. Prahy, a samozřejmě pro Balet Národního divadla v Praze. Kromě toho režijně a pohybově spolupracoval na vzniku několika činoherních a operních inscenací.
V letech 2018 až 2020 byl pedagogem Katedry nonverbálního divadla na Hudební akademii múzických umění (HAMU).

## Aktivismus a politika
Od podzimu roku 2020 se ostře vymezuje proti restrikcím a postupům spojených s pandemií covid-19. Je spoluzakladatelem občanské platformy Zdravé fórum a jeden z prvních signatářů Charty 2022. Byl řečníkem na mnoha protisystémových demonstracích. Podporuje politickou stranu PRO 2022 Jindřicha Rajchla, vystoupil na demonstraci proti vládě Petra Fialy dne 16. 4. 2023 na Václavském náměstí svolané Jindřichem Rajchlem pod heslem „Česko proti bídě“, kde přednesl svoji píseň s názvem „2023“. Zúčastnil se i protivládní demonstrace 23. března 2024, kde vystoupil se svou písní „Válka a mír“.
Ve volbách do Evropského parlamentu v červnu 2024 kandidoval jako člen PRO 2022 na 13. místě kandidátky „PRO – Jindřicha Rajchla“ (tj. PRO 2022 a SV PRO ZS). Strana však získala pouze 2,15 % hlasů.

## Ocenění
- 1993 Cena Thálie za interpretaci (role: Norman Bates, Psycho, Národní divadlo)[5]
- 1994 Cena Českého literárního fondu za choreografii (Adagietto)
- 1997 Cena Českého literárního fondu za choreografii (Šibeničky a Seul)
- 1997 Cena Thálie za interpretaci (role: Don José, balet Carmen, Národní divadlo)[5]
- 1999 Prix Dom Perignon – Hamburg International Choreographic Competition (Triple Self, hudba Dmitrij Šostakovič)
- 2002 Cena za nejlepší choreografii roku (Mariin sen)
- 2006 Hlavní cena za nejlepší inscenaci – Soutěžní přehlídka tanečního umění – Taneční sdružení ČR (D.M.J. 1953–1977)
- 2008 Cena za autorské dílo – Soutěžní přehlídka současné taneční tvorby ČR 2008 (inscenace BREL-VYSOCKIJ-KRYL Sólo pro tři)[6]
- 2015 Cena Opery Plus za výsledky vedení Baletu ND a 25 let choreografické tvorby[7]
- 2017 Cena Opery Plus za choreografii Chvění[8]
- 2017 Cena Ministerstva kultury České republiky za přínos v oblasti divadla[9]
- 2020 Cena Baletu 2019 za nejlepší choreografii (Kytice)[10]
- 2024 Cena Unie českých spisovatelů za přínos českému baletu a choreografii

## Umělecká tvorba, choreografie a režie, výběr
- 1990 Zpověď, Taneční divadlo Praha
- 1991 Kauza Franz Kafka, Divadlo imaginace
- 1991 Pan Theodor Mundstock, AMU Praha
- 1992 Tempo XX, Divadlo imaginace
- 1993 Homage de Joan Miro, Česká televize
- 1993 Adagietto, Balet ND v Praze
- 1993 Out of the Deep, Balet ND v Praze
- 1994 Šibeničky, Pražský komorní balet
- 1995 Seul, Pražský komorní balet
- 1995 I Will Lift Up My Eyes, Laterna magika
- 1996 V mlhách, Pražský komorní balet, posléze Bohemia Balet[11]
- 1997 Komboloi, Pražský komorní balet
- 1998 Kráska a zvíře (muzikál)
- 1998 Na co myslíš?, Pražská konzervatoř
- 1998 Post Scriptum, soukromý projekt
- 1999 Sonáta, Pražský komorní balet
- 1999 Triple Self, Balett Theater München, posléze Hamburg Ballett
- 2001 Ways, Balet Státní opery v Drážďanech
- 2002 Les Bras de Mer, Laterna magika, posléze Gala představení v Montrealu a Hamburku, také na repertoáru It Dansa v Barceloně, Baletu Kirov v Petrohradě a Královského Baletu v Kodani
- 2002 Mariin sen, Pražský komorní balet, posléze Balet Lotyšské národní opery v Rize, West Australian Ballet, Balet Národního divadla v Praze
- 2002 Clear Invisible, Balet Lotyšské národní opery v Rize
- 2002 Mezi horami, Balet ND v Praze
- 2003 Bolero, Bohemia Balet, posléze West Australian Ballet
- 2003 Ways 03, Balet ND v Praze
- 2004 D.M.J. 1953–77, Balet Národního divadla v Brně, posléze Boston Ballet a Balet ND v Praze
- 2004 The Last Photo, Ballet Augsburg
- 2004 Prodaná nevěsta, Opera Národního divadla v Praze
- 2005 Baletománie, Balet ND v Praze
- 2005 Ibbur aneb Pražské mystérium, Balet ND v Praze[12]
- 2006 Requiem, Balet Národního divadla v Praze, posléze Ballett der Deutschen Oper am Rhein v Düsseldorfu
- 2006 A Little Extreme, Ballet der Deutschen Oper am Rhein v Düsseldorfu, posléze Balet ND v Praze
- 2007 J. Brel, V. Vysockij, K. Kryl: Brel – Vysockij – Kryl (Sólo pro tři), Balet Národního divadla v Praze[13]
- 2007 Déja vu, Balet ND v Praze
- 2008 Lyrická, Balet ND v Praze, posléze Finský národní balet
- 2008 Ej lásko, Balet ND v Praze[14]
- 2009 A Little Touch of the Last Extreme, Balet ND v Praze[15]
- 2009 Empty Title, Balet ND v Praze
- 2010 Svěcení jara, West Australian Ballet (Perth), posléze Balet Národního divadla v Praze[16]
- 2010 1. symfonie D-dur, Balet ND v Praze[17]
- 2010 Růže, Bohemia Balet[18]
- 2011 Legendy magické Prahy, Národní divadlo v Praze[19]
- 2011 Smrt a dívka, Les Ballets de Monte Carlo[20], později Národní divadlo v Praze
- 2013 Romeo a Julie, Balet ND v Praze[21], později Balet Theater Vanemuine v Estonsku[22]
- 2014 Stabat Mater, Balet ND v Praze[23][24]
- 2015 Louskáček a Myšák Plyšák, Balet Národního divadla v Praze[25]
- 2016 Route 50, Balet Národního divadla v Praze
- 2016 Chvění, Balet Národního divadla v Brně, posléze Balet Národního divadla v Praze[26]
- 2017 Sólo pro nás dva, Balet Národního divadla v Praze[27]
- 2018 Klíče odnikud, Balet Jihočeského divadla[28]
- 2019 Kytice[29][30], Pražský komorní balet
- 2019 Fo(u)r One, Pražský komorní balet[31]
- 2020 Vltava, Pražský komorní balet, Hudební festival Smetanova Litomyšl
- 2020 Rádio Svobodná Bystrouška, Balet Jihočeského divadla[32]
- 2020 Epitaf, Pražský komorní balet[33]
- 2021 Labutí jezero, Balet Vanemuine Teater Estonsko[34]
- 2022 Listy důvěrné, Pražský komorní balet, Zemlinského kvartet, Divadlo na Vinohradech
- 2023 Popelka, Balet Jihočeského divadla
- 2024 Trio, Pražský komorní balet
- 2024 Pro Mou Vlast, Pražský komorní balet

### Taneční role, výběr
Pantomima Ladislava Fialky – Divadlo Na zábradlí (1987–1989)
- Noss (Bumm), Ladislav Fialka
- Funambulles 77 (Sluha), L. Fialka
- Sny (Tanečník, Břichomluvec, Klubko), L. Fialka

Pražský komorní balet Pavla Šmoka (1989–1992), (1995–1997 hostující umělec)
- Sinfonietta, Pavel Šmok
- Šmokoviny (sólo), P. Šmok
- Buď fit (sólo), B. Polívka
- Špásování (sólo), P. Šmok
- Zjasněná noc (Odsouzenec), P. Šmok
- Anxiety and Geometry (sólo), Gerhard Bohner
- 3. symfonie (Kain), P. Šmok
- Smrt a dívka (Smrt), Robert North
- Večerní písně (sólo), Jiří Kylián
- Trio g moll (sólo), P. Šmok
- Stoolgame (sólo), J. Kylián
- Zápisník zmizelého (Janíček), P. Šmok
- Zero Time (sólo), Pieter de Ruiter
- Písně o mrtvých dětech (Smrt), L. Vaculík

Balet Národního divadla v Praze (1992–1998)
- Z pohádky do pohádky (Žabák, Voják), Jiří Blažek
- Labutí jezero (Neapolský tanec), Jiří Němeček
- Don Quijote (Camacho), F. V. Lopuchov
- Three Pieces (sólo), Hans van Manen
- Polní mše (sólo), J. Kylián
- Návrat do neznámé země (sólo), J. Kylián
- Chlapec a smrt (Chlapec), L. Vaculík
- Concerto de Aranjuez (sólo), L. Vaculík
- Oči plné slz (sólo), L. Vaculík
- Malý pan Friedemann / Psycho (Snový dvojník / Norman Bates), L. Vaculík, J. Bednárik
- Čajkovskij (Čajkovskij), L. Vaculík, J. Bednárik
- Někdo to rád… (Kabaretiér Jerry), L. Vaculík, V. Harapes
- Popelka (Kavalír), Vlastimil Jílek, Vlastimil Harapes
- Romeo a Julie (Tybalt), L. Vaculík, Petr Weigl
- The River (sólo), Alvin Ailey
- Carmen ou la tragédie de Don José (Don José), Alexander Schneider-Rossmy
- Isadora Duncan (Sergej Jesenin), L. Vaculík, J. Bednárik

Ballett Theater München (1998–1999)
- The Last Sleep of the Virgin (sólo), Phillip Taylor
- Leaving the Tunnel (sólo), P. Taylor
- Ordinary Events (sólo), Rui Horta
- Stamping Ground (sólo), J. Kylián
- The Juliet Letters (sólo), P. Taylor

Ballett Augsburg (1999–2000)
- Little Fields (sólo), Jochen Heckmann
- Tripping Through the Blue (sólo), J. Heckmann
- A Paradise Twice (sólo), J. Heckmann

Les Grands Ballets Canadiens (2000–2002)
- Carmen (Don José), Didy Veldman
- Louskáček (květinové pas de deux, harlequin, ruský tanec), Fernand Nault
- L’effect Papillon (sólo), Shawn Hounsell
- Jardi Tancat (sólo), Nacho Duato
- Perpetuum (sólo), Ohad Naharin
- Žalmová symfonie (sólo), J. Kylián

Balet Národního divadla (2002–2017)
- Stamping Ground (sólo), Jiří Kylián
- Jardi Tancat (sólo), N. Duato
- The River (sólo), Alvin Ailey
- Les Bras de Mer (sólo), Petr Zuska
- Lucrezia Borgia (Alfonso Aragonský), L. Vaculík
- Petite Mort (sólo), J. Kylián
- Psycho (Norman Bates), L. Vaculík, J. Bednárik
- Carmen (Gypsy), Mats Ek
- Through Nana’s Eyes (Macho), Itzik Gallili
- Lyrická (sólo), P. Zuska
- Faust (Mentes-Mefisto), L. Vaculík
- Moonshine (sólo), Christopher Bruce
- Čarodějův učeň (Mistr), Jan Kodet, SKUTR

### Další činnost, výběr
- 2012 režijní a pohybová spolupráce na činohře Karla, Divadlo Kolowrat, režie Jan Kačer
- 2015 režijní a pohybová spolupráce na činohře Kámen, Stavovské divadlo, režie Michal Dočekal
- 2018 režijní a pohybová spolupráce na opeře Libuše, Opera Národního divadla v Praze, režie Jan Burian
- 2021 režie Terapie, Dejvické divadlo[35]

## Zajímavosti
- 1993–1996 Stálý host Baletu ND Brno v představení Notre Dame de Paris (Quasimodo), choreografie a režie Libor Vaculík
- 1993–1994 Stálý host SND Bratislava ve Verdiho Requiem (Muž), Ondrej Šoth
- 2001 Se svou kolegyní první sólistkou Les Grands Ballets Canadien Andreou Boardman vystoupil na mezinárodních Gala představeních v kanadském St. Saveur a hamburské Opeře se svým duetem Les Bras de Mer
- 2002–2017 Během jeho působení v roli uměleckého šéfa Baletu ND participoval též jako interpret a choreograf na pravidelných Gala představeních v Národním divadle v Praze
- 2005 Na pozvání primabaleríny Mariinského divadla (Petrohrad) Diany Višněvy s ní Petr Zuska zatančil svůj duet Les Bras de Mer
- 2006 Od tohoto roku společně s módní návrhářkou Helenou Fejkovou připravil Petr Zuska choreografii pro řadu módních přehlídek s účastí předních sólistů Národního divadla. Přehlídky se konaly v Praze, Paříži, Pekingu a kyperské Nicosii.
- 2008 Spolu se sólistkou Baletu Laterny Magiky Evou Horákovou-Raisovou vystoupil na mezinárodních Gala představeních v bratislavské a budapešťské Opeře se svým duetem Lyrická
- 2012–2014 Stálý host Baletu plzeňského divadla v představení Anna Karenina (Karenin), Libor Vaculík
- 2016 Na počest oslavy padesáti let umělecké činnosti finského baletního mistra Juhani Teräsvuoriho Petr Zuska vytvořil na hudbu Iiro Rantaly duet Route 50 a spolu s Terezou Podařilovou jej zatančili na Gala představení ve finském Lappeenranta Ballet a Tampere Hall
- 2016 V České národní budově v New Yorku měl premiéru projekt Prague-New York Effects, organizovaný institucí České centrum v New Yorku. Mezi tanečníkem, choreografem Petrem Zuskou a newyorskou vokalistkou, skladatelkou a multiinstrumentalistkou Jen Shyu došlo v rámci tohoto projektu k unikátnímu tvůrčímu setkání, které vyústilo v padesátiminutové představení[36],[37],[38]
- 2016–2017 Česká televize v režii Martina Kubaly natočila dokument o Petru Zuskovi a jeho posledním roce na postu uměleckého šéfa Baletu ND v Praze
- 2017 Proběhla módní přehlídka v choreografii Zuzany Šimákové a Petra Zusky, která se uskutečnila na Nové scéně ND
- 2022 spolu s investigativní novinářkou Markétou Dobiášovou nazpíval píseň Zloději krás. (text – Dobiášová, hudba - Zuska)